# Never Going Back
Never Going Back ist ein Album der US-amerikanischen Bluessängerin Shemekia Copeland, das 2009 auf Telarc veröffentlicht wurde.

## Allgemeines
Shemekia Copeland ist bereits, obwohl sie noch sehr jung ist, eine vielfach ausgezeichnete Sängerin (Blues Music Award, Grammy-Nominierung, Living Blues Award). Kofi Burbridge und  Marc Ribot, die auf dem Album zu hören sind, spielen regulär in der Derek Trucks Band. Fünf der zwölf Albentitel sind von Oliver Wood, dem Produzenten und Gitarristen des Albums, geschrieben. Nur zwei Titel sind älteren Datums, nämlich Percy Mayfields "River's Invitation" sowie "Circumstances", ein Song von Copelands verstorbenem Vater Johnny. Das Album zeigt die Sängerin an einem musikalischen Scheideweg, obwohl sie den Blues, aus dem sie kommt, nie verleugnet. Ihm Gegensatz zu früheren Aufnahmen, die eher kraftvoll und wild sind, zeigt sie auf diesem Album ihre nach innen gerichtete Seite.

## Titelliste
- 1 		Sounds Like the Devil 	Copeland, Hahn 	3:33
- 2 	 	Dirty Water 	Miller, Miller 	4:43
- 3 		Broken World 	Hahn, Wood 	3:41
- 4 		Never Going Back to Memphis 	Hahn, Wood 	6:10
- 5 		The Truth Is the Light 	Wood, Wood 	3:30
- 6 		Black Crow 	Mitchell 	4:10
- 7 	 	Born a Penny 	Hahn, Wood 	3:28
- 8 		Limousine 	Baba, Hahn, Henderson, Long  	4:02
- 9 		River's Invitation Mayfield 	3:40
- 10 		Rise Up 	Maddox, Thorn 	3:23
- 11 		Big Brand New Religion 	Long, Wood 	3:55
- 12 		Circumstances Copeland 	3:35[1]

## Charts
Das Album erreichte Platz 4 der Billboard Top Blues Album-Charts.

## Kritikerstimmen
- All Music Guide Review von Michael G. Nastos -There's little to fault in terms of the diversity she seeks, and there's no concession to commercialized blues here. (Es gibt wenig zu bemängeln an der Vielfalt, die sie sucht, und es gibt hier keine Konzessionen an den kommerzialisierten Blues.)
- Down Beat (S.  76) –  "She finds sparks of optimism in the words of Hahn and Woods' easy-paced 'Broken World,' ..." (Sie findet Funken von Optimismus in den Zeilen von Hahn und Woods 'Broken World' ...)
- Dirty Linen (S.  54) – "Though remaining thoroughly seeped in the blues, Copeland brings a forward-looking view as she takes on religion, politics, and the shape of the planet." (Obwohl sie vom Blues durchströmt bleibt, bringt Copeland einen zukunftsweisenden Blick, wenn sie auf Religion, Politik und dem Zustand des Planeten blickt.)
- Living Blues (S.  30) – "This is a Copeland we haven't seen before -- confident and introspective, she bares her soul with a slow-burning intensity and takes risks with material that doesn't fit the standard blues mold." (Das ist eine Copeland, wie wir sie noch nie gesehen haben – selbstbewusst und introspektiv, sie legt ihre Seele frei und nimmt das Risiko in Kauf, wenn sie Material aufnimmt, dass nicht dem herkömmlichen Bluesmodell entspricht.)[3]
- Amazon Review – Mit Never Going Back, das auf dem Label Telarc erscheint, vollzieht sie einen weiteren musikalischen Schritt in Richtung modernem Blues, ohne jedoch die traditionellen Wurzeln zu verleugnen.[4]
- About.com.Blues nahm das Album in die Liste der 10 besten Bluesalben des Jahres 2009 auf.
- Alles in allem hat Copeland ein solides Stück Musik abgeliefert, das ihre Fans erfreuen wird.[5]